# Castle Gate

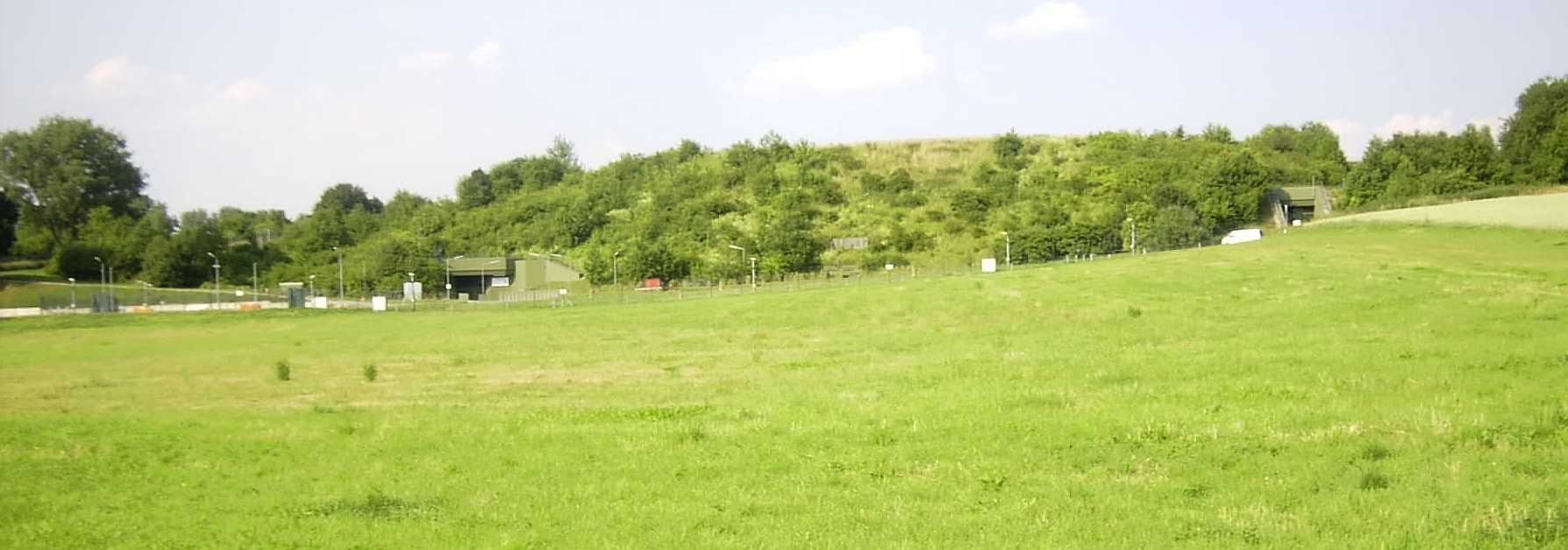
NATO-Bunker

Castle Gate ist der Codename für eine unterirdische NATO-Bunkeranlage in der Stadt Linnich-Glimbach im Kreis Düren und wird offiziell heute als Static War Headquarters (SWHQ) Castlegate for Joint Force Command (JFC) Headquarters Brunssum (Statisches Kriegs-Hauptquartier Burgtor des vereinten Streitkräftekommandos Brunssum) bezeichnet.

## Daten
Der würfelförmige Bunkerkomplex umfasst 14.000 Quadratmeter (53 m lang und 45 m breit) und sechs unterirdische Stockwerke (bis 28 Meter tief). Er bietet Schutz gegen konventionelle, biologische oder chemische Angriffe, gegen Stoßwellen und elektromagnetische Impulse durch in der Nähe einschlagende Kernwaffen. Die Bunkeranlage soll mehr als 1000 Personen ein autarkes Überleben über mehrere Wochen ermöglichen. Die Baukosten werden auf rund 85 Millionen Euro geschätzt, davon alleine 22,5 Millionen für die elektronische Ausstattung.

## Geschichte
Zur Zeit des Kalten Krieges wurde der Bunker ab 1983 direkt am Südrand des Ortsteils Glimbach auf dem Moolberg als Befehlsstand angelegt und sollte im Kriegsfall das gesamte AFNORTH-Hauptquartier aus Brunssum aufnehmen. Heute dient er als Krisen- und Ausweichstandort des Allied Joint Force Command Brunssum, des Nachfolgers des AFNORTH. Der Bunker sollte ursprünglich AFCENT – Allied Forces Central Europe – im Kriegsfall als Hauptquartier dienen. 
Die Planungen für „Castle Gate“ reichen bis zum Anfang der 1960er zurück, als eine „sichere Burg“ für zwei NATO-Stäbe (NORTHAG und 2. ATAF) in Mönchengladbach konzipiert wurde. Der Baubeginn erfolgte 1983, die Fertigstellung 1992. 

Eine 1992 von buddhistischen Mönchen errichtete, kleine Friedenspagode mit Material aus dem KZ Groß-Rosen

Die Bunkerbaustelle war in den 1980er Jahren Schauplatz mehrerer Demonstrationen der Friedensbewegung. Angrenzend wurde 1986 ein „Friedensacker“ durch eine Vielzahl von Bürgern erworben, um eine weitere Ausdehnung der Anlage zu verhindern. An der zu diesem Zweck gegründeten „Gesellschaft Friedensacker GbR“ beteiligten sich Prominente und Politiker der Grünen. 
Rund 1200 Menschen erwarben Besitzanteile an dem Friedensacker, u. a. Prominente wie Robert Jungk, Walter Jens, Petra Kelly, Antje Vollmer, Horst Eberhard Richter und der Fernsehpfarrer Jürgen Fliege, damals evangelischer Pfarrer in Aldenhoven.
In der Zwischenzeit hatte sich die militärpolitische Lage grundlegend verändert. Nach einer Änderung der NATO-Kommandostruktur schien der Bunker zunächst überflüssig und lag lange „auf Eis“. Erst 1998 wurde die Anlage „wiederentdeckt“ und ihre Notwendigkeit für die NATO-Führungsstäbe in Brunssum konstatiert. Die Möblierung und der Einbau der elektronischen Infrastruktur folgten. Zwölf Stellen für Wartungsarbeiten wurden geschaffen. Seitdem gibt es wieder Aktivitäten am Ortsrand von Linnich-Glimbach, das Anfang der 1990er Jahre noch Ziel vieler Demonstrationen der Friedensbewegung war. So ist in direkter Nachbarschaft seinerzeit von buddhistischen Mönchen eine Friedenspagode errichtet worden.
Am 1. Oktober 2001 wurde der Bunker der NATO übergeben und dient seit 2004 als alternative Kommandostelle für das Allied Joint Force Command Brunssum. Vom 9. bis 15. April 2008 wurde im Rahmen des CJTF-Konzepts die NATO-Übung „Conducted Exercise Steadfast Joist 2008“ durchgeführt.